# Florianópolis Challenger 2021 - Doppio
Questa è stata la prima edizione del torneo.
In finale Nicolás Barrientos e Alejandro Gómez hanno sconfitto Martín Cuevas e Rafael Matos con il punteggio di 6-3, 6-3.

## Teste di serie
1. Luis David Martínez /  Fernando Romboli (primo turno)
2. Martín Cuevas /  Rafael Matos (finale)

1. James Cerretani /  Luca Margaroli (primo turno)
2. Nicolás Barrientos /  Alejandro Gómez (vincitori)

## Wildcard
1. Pedro Boscardin Dias /  Eduardo Ribeiro (primo turno)
2. Mateus Alves /  Gustavo Heide (quarti di finale)

1. Wilson Leite /  Joao Victor Couto Loureiro (semifinale)